# Асаф Джах II
Мір Нізам Алі-хан Сіддікі Бейефенді Багадур Асаф Джах II (7 березня 1734 — 6 серпня 1803) — нізам Хайдарабаду від 1762 до 1803 року.

## Життєпис

### Молоді роки
Син Асаф Джаха I. Народився 1735 року. Замолоду брав участь у військових кампаніях проти маратхів. 1759 року призначено фаджударом (командувачем військовими залогами) Декану. 1761 року брав участь у військовій кампанії проти пешви Баладжі Баджі Рао, відвоювавши втрачені Гайдарабадом землі у 1752 році. Дійшов до Пуни, але в битві при Камбхарґонді, зазнав поразки, опинившись в оточенні. Тут ситуацію врятував Джаноджі, магараджа Наґпуру, що вмовив пешву укласти мирний договір, а водночас й сам уклав таємну угоду з нізамом Салабат Джангом.

### Війна з пешвою
8 липня 1762 року повалив та ув'язнив свого брата-нізама, захопивши владу. Невдовзі був визнаний таким могольським падишахом Шах Аламом II. Невдовзі підтвердив союз з Джаноджі. Водночас вступив у перемовини з Раґханатх Рао, стрийком нового пешви Мадхав Рао I. За цим стрімко рушив на Пуну, а його союзники магараджа Нагпуру також виступив проти пешви. Втім останній швидко зазнав удару з боку Махаджі Скіндії, магараджи Гваліору, а сам Асаф Джах II був переможений 10 серпня того ж року у битві при Раксасабхувані. За угодою в Аурангабаді нізам втратив 50 лаків території, включаючи Бхалкі та за винятком Телангани та східну частину річки Годаварі в Махараштрі. Невдовзі обміняв фортеці Бідар і Налдург на Бхалкі. Більшість отримав Джаноджі, який зрадив Асаф Джаха II

### Війни з Нагпуром і британцями
Вже 1765 року спільно з пешвою атакував Джаноджі, якому було завдано поразки, а раніше отриманні землі було поділено між переможцями. 1766 року вирішив повернути економічно важливі Північні паргани (округи), які раніше Салабат Джанг передав Французькій Ост-Індській компанії, яка поступилася ними після завершення Третьої Карнатакської війни на користь Британської Ост-Індської компанії. Асаф Джах II став вимагати повернення цих парганів. Для цього уклав союз з майсурським султаном Гайдар Алі. 1767 року останній розпочав бойові дії, атакувавши володіння аркотського наваба Мухаммада Алі-хана Валаджаха, що був вірним союзником британців, та забезпечував захист Мадрасу. Ці події відомі як перша англо-майсурська війна. Нізам також атакував британські володіння. Проте нізам і султан діяли окремо і неузгоджено, внаслідок чого до листопаду 1767 року зазнали поразки. На початку 1768 року Асаф Джах II уклав мир з Британською Ост-Індською компанією. за яким повинен був виступити  проти колишнього союзника та відмовився від прав на Північні паргани. Втім не зробив цього, обмежившись обороною своїх володінь від майсурських військ, чим завадив Гайдар Алі увійти до Північних парганів.
Нізам звернув свою увагу на північний захід, знову підтримав пешву Мадхав Рао I у військовій кампанії 1768—1769 років проти князівства Нагпур. В результаті було захоплено чималу здобич, деякі володіння було приєднано до Гайдарабаду.
З 1772 року активно допомагав падишаха Шах Аламу II. 1773 року уклав союз з Сабаджі, магараджею Нагпура, що в цей час боровся зі своїм братом Мудходжі. Останнього в свою чергу підтримав новий пешва Раґханатх Рао, але того невдовзі було повалено знатними маратхами на чолі із Наною Фарнавісом, що зрештою спричинило першу англо-маратхську війну. Такими обставинами намагався скористатися Асаф Джах II.

### Війна з Майсуром
Водночас через посилення Британської Ост-Індської компанії відбувається переорієнтація нізама на неї з французів. 1789 року приєднався до коаліції Дхармараджи, магараджі Траванколора, пешви Мадхав Рао II й британців, спрямованої проти Тіпу Султана, володаря Майсуру. У війні 1790—1792 років вдалося перемогти супротивника. Але окрім військових витрат нізам не отримав нічого. Внаслідок цього уклав таємний договір з Тіпу Султаном.

### Нова війна з пешвою
1795 року розпочав нову війну проти пешви Мадхав Рао II. Втім той зумів зібрати усі військові сили маратхів й в битві біля Харді 11 березня завдав нищівної поразки Асаф Джаху II, що вимушений був за умовами нового мирного договору поступитися важливими містами Даулатабадом, Аурангабадом і Шолапуром й сплатити контрибуцію в розмірі 30 млн рупій.

### Визнання британського проекторату
Подальша послаблення впливу Франції, де на той час була оголошена республіка і точилася війна з сусідніми монархіями, падіння 1799 року Тіпу Султана, остаточно зміцнило Асаф Джаха II на думці орієнтуватися на Британську Ост-Індську компанію. 1800 року було укладено попередній союз, а 1801 року — субсидіарний договір, що свідчило про визнання нізаму над собою британського протекторату. Нізам віддавав Компанії землі на південь від рік Тунгабхадра та Крішна. В результаті Гайдарабад опинився відрізаним від моря й повністю залежним від англійців. Після цього нізами зосередили увагу на внутрішніх справах своєї держави.
Помер у палаці Чоумахалла міста Гайдарабад 1803 року. Йому спадкував син Асаф Джах III.